# ليزا بلاك
ليزا بلاك (بالإنجليزية: Lisa Black)‏ هي نحّاتة أسترالية، ولدت في 1982 في أستراليا.

## وصلات خارجية
- الموقع الرسمي